# Lučany nad Nisou
Lučany nad Nisou là một thị trấn thuộc huyện Jablonec nad Nisou, vùng Liberecký, Cộng hòa Séc.